# Matronae Fachinehae
Die  Fachinehae oder auch Fahineihae sind Matronen, die in sieben Inschriften auf Votivsteinen aus dem 2./3. Jahrhundert überliefert sind. Sechs der Inschriften stammen aus Zingsheim, aus einem Matronenheiligtum, das als Zentralort der Verehrung der Fachinehae gilt, und eine Inschrift aus Euskirchen.

## Inschriften
Bei Ackerarbeiten wurden 1895 bei Nettersheim-Zingsheim in der Gemarkung „Gleisiger Heck“ drei fränkische Gräber des 7. Jahrhunderts entdeckt, bei denen zwei Matronensteine der Fachinehae für die Grabwandungen wiederverwendet waren und zum Zweck auf passende Maße behauen, beziehungsweise abgeschlagen worden waren.
Beim ersten Stein (50 × 50 cm) aus rotem Sandstein an den Schmalseiten waren Bäume abgebildet.

„Matronis / Fachineihis / [3] Crispinius / [3]tus pro s[e] / [“

Der zweite Stein (44 × 49 cm) wurde als Deckplatte wiederverwendet, beide Schmalseiten zeigen als Dekor einen Lorbeerbaum.

„Ma(tronis) Fachinehi[s] / Flavius Co[m]/munis et C[“

Im Jahr 1960 wurden bei der Gemarkung „Vor Hirschberg“ erste römische Baureste und Inschriftenfragmente prospektiert und ab 1963 planmäßig ergraben. In der Folge wurde das Planum als Matronenheiligtum der Fachinehae in Form eines gallo-römischen Umgangstempels angesprochen. 1976 erfolgte eine erneute Grabung am „Gleisiger Heck“, bei der weitere Gräber angesprochen wurden. Zwei Matronensteine der Fachinehae waren als Grabplatten verwendet worden.

„Fachinehis / L(ucius) (C)hvaiionius / Primus l(ibens) m(erito)“

„Mat(ronis) Fachine/is L(ucius) Celer/is pro se / et suis / l(ibens) m(erito)“

 Die Stifter der Steine waren einheimische akkulturierte Bauern (Ubier) mit germanischen Namen. Die Steine stammen ursprünglich aus dem Matronenheiligtum. Die Wiederverwendung in fränkischen Gräbern des Frühmittelalters ist eine lokale Auffälligkeit des Umkreises der einstmaligen Matronenkultzentren (Pesch, Nettersheim) im Kreis Euskirchen.

Zu den Zingsheimer Funden kommt der Stein aus Euskirchen, der ebenfalls in einem spätantiken Grab als Deckplatte wiederverwendet wurde.

„Matronis / Fa(c)hineihis M(arcus) / [An]nius(?) Placi/[d]us et Bassia/[ni]a Quieta / v(otum) s(olverunt) l(ibentes) m(erito)“

## Beiname und Deutung
Siegfried Gutenbrunner leitete den Beinamen – aus der Nebenform Fahineihae – von germanisch *fahana = „froh (sein)“ ab unter Bezugnahme des weiblichen germanischen Personennamen „Fahena“, einer Stifterin eines Votivsteins für die Matronae Octocannae, den er zu gotisch fahjan = „schmücken“ stellt. Rudolf Simek folgt verhalten Gutenbrunner und sortiert die Fachinehae funktional als Schutzgottheiten ein.
Piergiuseppe Scardigli stellt in seiner Untersuchung der Sprache im Umfeld der Matronen diese in Bezug einer kultischen Sprachgestaltung und somit unter anderen die Fachinehae zu germanisch *fah- = „fügen, passen“ und weiters zu gotisch gafahrjan = „zubereiten“ sowie zu faheþs = „Freude“ und zur germ. Wortwurzel *fanh- = „fangen, ergreifen“ und deutet den Beinamen als „Matronen die das passende (Zauberwort) wissen“.
In der Erkenntnis der jüngeren Forschung, dass die Matronenbeinamen fast zur Gänze topischen Charakter zeigen, das heißt, von einem Ort, einer Stelle oder einem Gewässernamen namentlich abgeleitet sind, bewertete Günter Neumann die germanischen Beinamen neu. Er leitete den Namen der Fachinehae daher konsequent vom germanischen Stamm *faχa-  = „Fischwehr“ ab, und den Namen gesamt von einem Hydronym (Gewässernamen) ab, das einen „Fluß mit Fischwehren“ bedeutet. Der Wortstamm ist als Grundwort zahlreicher (deutscher) Ortsnamen (resp. Fachingen) und im mittelalterlichen Flussnamen der Fachina vorliegt; heute die elsässische Fecht. Des Weiteren gehört der Name durch das -in- Element zu einer Gruppe von Beinamen, die ebenfalls von einem Orts- oder Stellennamen abgeleitet werden können.
Theo Vennemann geht ebenfalls von der Basis eines hypothetischen Hydronyms Facina aus. Anders als Neumann, sieht er für die Bildung der germanischen („ubischen“) Form des Beinamens zunächst einen vom Gewässernamen abgeleiteten gallo-römischen Ortsnamen Faciniacum, der nicht belegt ist. Aus diesem Ortsnamen – mit dem Zwischenglied eines gallo-römischen Matronennamens Faciniciae – wurde letztlich die überlieferte germanische Form der Fachineihiae gebildet.